# Пророчица Анна и ребёнок
«Пророчица Анна и ребёнок» — картина голландского художника Виллема Дроста из собрания Государственного Эрмитажа, долгое время приписывавшаяся Рембрандту.
На картине изображена пожилая женщина в монашеском одеянии, обнимающая ребёнка, который читает книгу. Справа, на ручке кресла имеется фальшивая подпись: Rembrandt f.
Трактовка сюжета картины имеет насколько вариантов. Старуха, обучающая детей чтению, персонифицирует собой Грамматику. На гравюре Пьетро Пеиролери, сделанной с этой картины в 1756 году, имеется надпись «Donna saggia» («Мудрая старуха»). В старых эрмитажных каталогах картина значится под названиями «Воспитание Девы Марии», «Пророчица Анна», «Анна учит своего сына Самуила чтению». Современные исследователи Х. Тюмпель и Д. Биккер поддерживают версию, что на картине нарисована пророчица Анна, поскольку традиционно она изображается с маленьким ребёнком. В. Сумовски считает, что поскольку женщина на картине изображена в монашеской одежде, то сюжет картины связан с раннехристианской легендой «Тимофей и его бабушка Лоида»: Тимофей из Листры был учеником и последователем апостола Павла и первоначальное образование получил у своей бабушки Лоиды, обращённой Павлом в христианство.
Картина написана в 1650-х годах и ранняя её история неизвестна. Возможно, она 20 апреля 1700 года продавалась на аукционе Филиппа де Флинеса в Амстердаме, в каталоге распродажи значилась как «Анна учит своего сына Самуила. Рембрандт ван Рейн — 300», то есть уже тогда была приписана Рембрандту. После 1740 года картина находилась в собрании баронов Кроза как работа Рембрандта и в 1772 году была продана в составе всего собрания императрице Екатерине II (на сайте Эрмитажа есть ошибочное указание, что картина происходит из собрания Роберта Уолпола). С конца XVIII века картина была широко известна и считалась одной из лучших работ Рембрандта. Его авторство не вызывало сомнений вплоть до начала XX века.
Впервые сомнения в том, что картина написана рукой Рембрандта, высказал А. Бредиус в 1910 году; в качестве возможного автора он назвал Ламберта Домера. Однако в каталоге Эрмитажа 1916 года картина была по-прежнему приписана Рембрандту. В 1939 году впервые была высказана возможность авторства Виллема Дроста. В каталоге Эрмитажа 1958 года картина значится принадлежащей к школе Рембрандта, а в каталоге 1981 года впервые была приписана Виллему Дросту со знаком вопроса (в том же каталоге её название указано как «Анна, наставляющая своего сына Самуила»). Также вероятным автором назывался Абрахам ван Дейк. Авторство Дроста окончательно было установлено И. А. Соколовой в 2011 году.
Выставляется в здании Нового Эрмитажа в зале 254 (Зал Рембрандта).
С картины известны несколько старинных копий. Одна из них, работы неизвестного художника, имеется в собрании Самарского областного художественного музея; она фигурирует под названием «Анна, обучающая Самуила чтению» и датируется XVIII веком (холст, масло; 108,5 × 88,5 см; инвентарный № Ж-689). Другая копия находится в Национальном музее во Вроцлаве (холст, масло; 100 × 78 см; инвентарный № VIII-515). Также с картины неоднократно делались гравюры и литографии, одна из литографий, изданных в 1822 году в типографии А. И. Плюшара, имеется в собрании Русского музея. В конце XVIII века по этой картине на Императорской шпалерной мануфактуре была выткана шпалера, которая ныне находится в Метрополитен-музее.

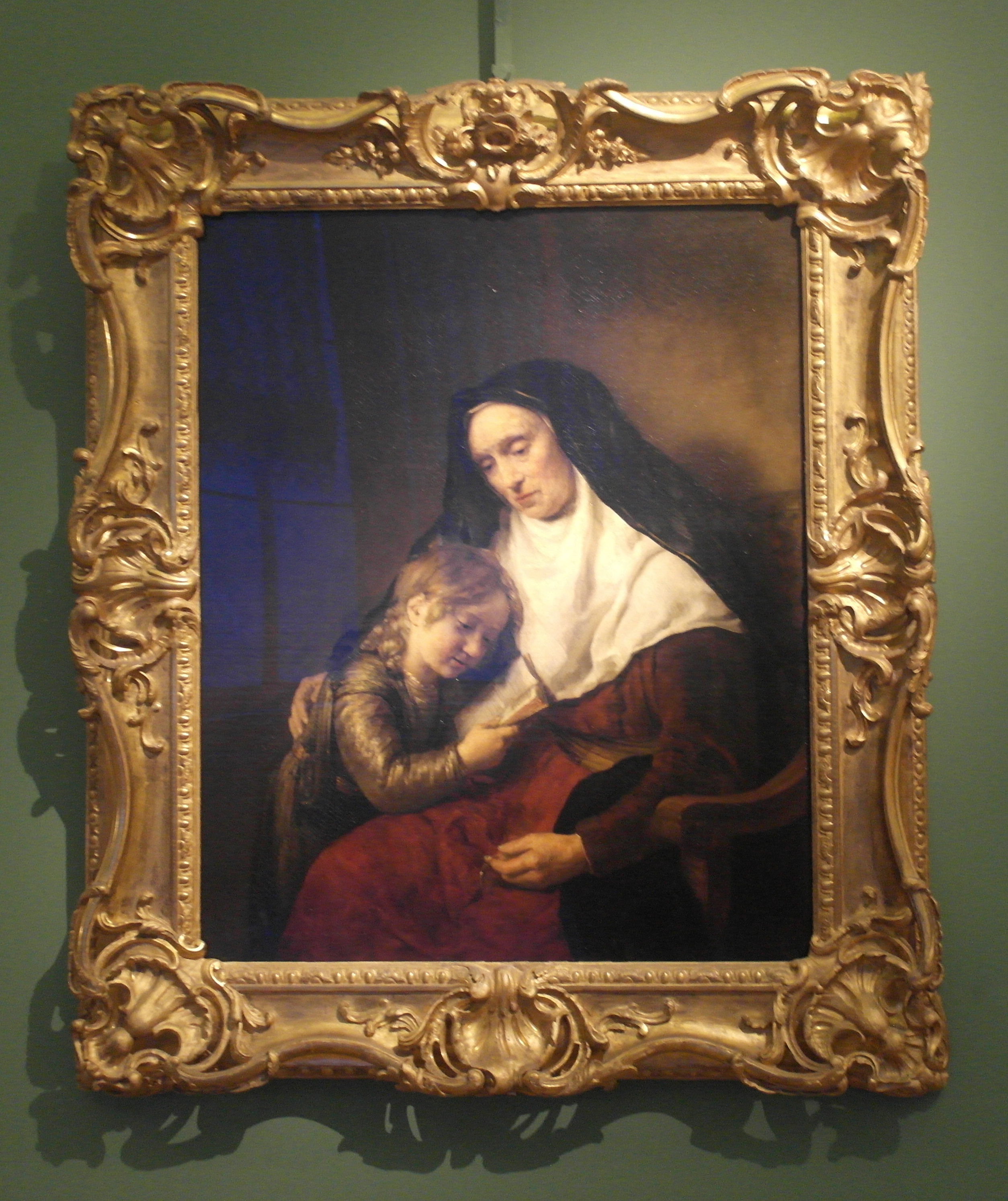
Картина в раме
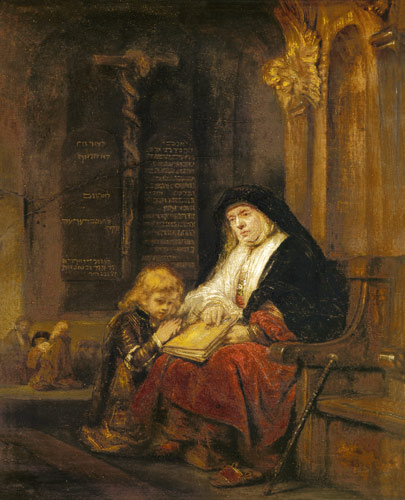
Школа Рембрандта. «Анна и Самуил в храме». 1650 год. Национальная галерея Шотландии

В Национальной галерее Шотландии имеется картина, приписываемая школе Рембрандта, — «Анна и Самуил в храме» (инвентарный № NGL 071.46, дерево, масло, 43 × 34,8 см, 1650 год), композиционно очень близкая картине Дроста.